# Василий Дука Каматир
Василилий Дука Каматир (на гръцки: на старогръцки: Βασίλειος Δούκας Καματηρός) е византийски аристократ и висш държавник от втората половина на XII век и началото на XIII в.
Василилий Дука Каматир е син на Андроник Дука Каматир и брат на императрица Ефросина – съпругата на император Алексий III Ангел. Близък роднина на императорското семейство – смята се, че баба му Ирина е била племенница на императица Ирина Дукина, съпругата на Алексий I Комнин, – Василий Дука Каматир носи почетната титла севаст, а през 1166 г. е назначен и за протонотарий. Към 1182 г. Василий Дука Каматир вече заема постта велик логотет на дрома, но е низвергнат, ослепен и прогонен в Русия, след като е уличен като един от съзаклятниците в заговора на Андроник Ангел и Андроник Кондостефан срещу император Андроник I Комнин от 1183 г. Завръща се в Константинопол след възцаряването на Исак II Ангел, при когото отново е назначен за велик логотет на дрома, и остава активен и при управлението на зет си Алексий III Ангел.
След като през април 1204 г. Константинопол е превзет от кръстоносците на Четвъртия кръстоносен поход, Ваислий Каматир успява да напусне града и се установява в Никея, където постъпва на служба при Теодор I Ласкарис, който през 1209 г. го изпраща на дипломатическа мисия при краля на Киликийска Армения Левон I, чиято дъщеря трябвало да бъде ескортирана до Никея, за да се омъжи за Теодор I Ласкарис.